# Donna Reed

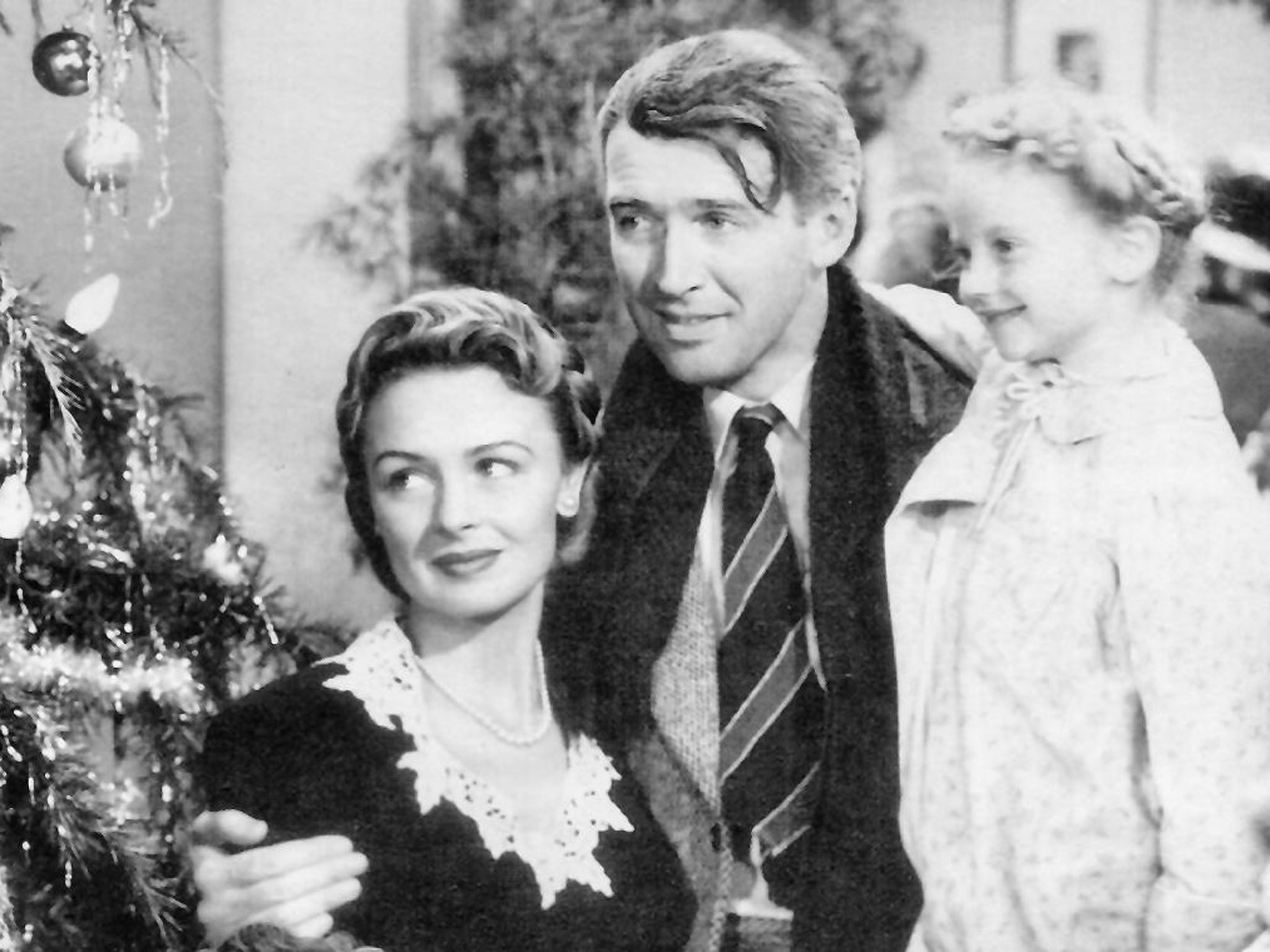
Reed wraz z Jamesem Stewartem i Karolyn Grimes w filmie To wspaniałe życie, 1946 rok

Donna Belle Mullenger (ur. 27 stycznia 1921 w Denison, zm. 14 stycznia 1986 w Beverly Hills) – amerykańska aktorka filmowa i telewizyjna, laureatka Oscara za rolę drugoplanową w filmie Stąd do wieczności.

## Życiorys
Donna Reed urodziła się jako Donna Belle Mullenger na farmie w pobliżu Denison, w stanie Iowa, jako córka Hazel Jane Shives (1899–1975) i Williama Richarda Mullengera (1893–1981). Najstarsza z piątki dzieci, była wychowywana w nurcie metodyzmu. Po ukończeniu High School Denison Reed planowała zostać nauczycielką, ale nie była w stanie zapłacić za studia. Postanowiła przeprowadzić się do Kalifornii, by kształcić się w Los Angeles City College, za radą ciotki. Podczas gdy uczestniczyła w college’u, występowała w różnych produkcjach scenicznych, ale nie miała żadnych planów, aby zostać aktorką. Po otrzymaniu kilku ofert do testów ekranowych dla studia filmowego Reed ostatecznie podpisała kontrakt ze studiem MGM, lecz zastrzegła sobie prawo do skończenia edukacji.
Po podpisaniu kontraktu ze studiem aktorka debiutowała w 1941 roku na dużym ekranie, występując w filmie The Get-Away. W filmie wystąpiła pod nazwiskiem Donna Adams, jednak studio MGM postanowiło zmienić jej pseudonim na Donna Reed. W 1943 roku pojawiła się w Komedii ludzkiej z Mickey Rooneyem oraz zagrała w Portrecie Doriana Graya i Ci, których przewidziano na straty, oba obrazy zarówno z 1945 roku.
W 1946 roku wypożyczono aktorkę do studia RKO Pictures, gdzie zagrała Mary Bailey w filmie Franka Capry To wspaniałe życie. Film ten został wymieniony jako jeden ze 100 najlepszych filmów w historii amerykańskiego kina przez Amerykański Instytut Filmowy i jest regularnie emitowany w telewizji w okresie Bożego Narodzenia.
Po sukcesie filmu To wspaniałe życie, Reed pojawiła się w obrazie Ulica zielonego delfina (1947) z Laną Turner i Vanem Heflingiem. W 1953 zagrała rolę Almy „Lorene” Burke, prostytutki i kochanki postaci granej przez Montgomery'ego Clifta w dramacie wojennym o II wojnie światowej Stąd do wieczności. Reed za rolę otrzymała Oscara dla najlepszej aktorki drugoplanowej w 1953 roku.
Począwszy od roku 1958 występowała w autorskim serialu The Donna Reed Show, gdzie grała postać Donny Stone, wyidealizowanej gospodyni domowej. Serial nie schodził z anteny ABC przez osiem sezonów. Reed zdobyła Złoty Glob i cztery nominacje do nagrody Emmy za swoją pracę w serialu.
Po zakończeniu pracy w serialu w 1966 roku, Reed miała czas wolny od pracy, co pomogło formowaniu grupy poparcia Another Mother For Peace w 1967 roku. Reed została również przeciwnikiem wojny w Wietnamie i użycia broni jądrowej. Wróciła do zawodu w latach 70., występując w różnych serialach i filmach telewizyjnych, w epizodycznych rolach.
W 1984 roku zgodziła się zastąpić aktorkę Barbarę Bel Geddes w roli panny Ellie w popularnym serialu Dallas w sezonie 1984/85. Gdy Bel Geddes zgodziła się na powrót do roli w sezonie 1985/86, Reed została nagle zwolniona. Aktorka pozwała producentów serialu za naruszenie umowy, a później uzgodniła ugodę w wysokości miliona dolarów.
Reed zmarła na raka trzustki w Beverly Hills 14 stycznia 1986 roku, na trzynaście dni przed swoimi 65 urodzinami. Chorobę rozpoznano u niej na trzy miesiące przed śmiercią. Została pochowana na Westwood Village Memorial Park Cemetery w Los Angeles.
Aktorka posiada swoją gwiazdę w Hollywood Walk of Fame, znajdującą się przy 1610 Vine Street.

## Filmografia
Filmy fabularne
- 1941: The Get-Away jako Maria Theresa 'Terry' O’Reilly
- 1941: Cień zbrodni (Shadow of the Thin Man) jako Molly, recepcjonistka Stephena
- 1941: Laski na Broadwayu jako sekretarka Jonesy (niewymieniona w czołówce)
- 1942: Personalities (niewymieniona w czołówce)
- 1942: The Bugle Sounds jako Sally Hanson
- 1942: The Courtship of Andy Hardy jako Melodie Eunice Nesbit
- 1942: Mokey jako Anthea Delano
- 1942: Calling Dr. Gillespie jako Marcia Bradburn
- 1942: Apache Trail jako Rosalia Martinez
- 1942: Oczy w nocy (Eyes in the Night) jako Barbara Lawry
- 1943: Komedia ludzka (The Human Comedy) jako Bess Macauley
- 1943: Dr. Gillespie's Criminal Case jako Marcia Bradburn
- 1943: The Man from Down Under jako Mary Wilson
- 1943: Thousands Cheer jako klientka w Red Skelton Skit
- 1944: See Here, Private Hargrove jako Carol Holliday
- 1944: Gentle Annie jako Mary Lingen
- 1945: Portret Doriana Graya (The Picture of Dorian Gray) jako Gladys Hallward
- 1945: Ci, których przewidziano na straty (They Were Expendable) jako porucznik Sandy Davyss
- 1946: Faithful in My Fashion jako Jean 'Chunky' Kendrick
- 1946: To wspaniałe życie (It's a Wonderful Life) jako Mary Hatch Bailey
- 1947: Ulica zielonego delfina (Green Dolphin Street) jako Marguerite Patourel
- 1948: Beyond Glory jako Ann Daniels
- 1949: Z kroniki wypadków (Chicago Deadline) jako Rosita Jean D'Ur
- 1951: Saturday's Hero jako Melissa
- 1952: Scandal Sheet jako Julie Allison
- 1952: Hangman's Knot jako Molly Hull
- 1953: Trouble Along the Way jako Alice Singleton
- 1953: Raiders of the Seven Seas jako Alida
- 1953: Stąd do wieczności (From Here to Eternity) jako Alma 'Lorene' Burke
- 1953: The Caddy jako Kathy Taylor
- 1953: Gun Fury jako Jennifer Ballard
- 1954: They Rode West jako Laurie MacKaye
- 1954: Poznać prawdę (Three Hours to Kill) jako Laurie Mastin
- 1954: Kiedy po raz ostatni widziałem Paryż (The Last Time I Saw Paris) jako Marion Ellswirth
- 1956: Okup (Ransom!) jako Edith Stannard
- 1956: Opowieść o Bennym Goodmanie (The Benny Goodman Story) jako Alice Hammond
- 1956: Backlash jako Karyl Orton
- 1956: Beyond Mombasa jako Ann Wilson
- 1958: Cała prawda (The Whole Truth) jako Carol Poulton
- 1974: Yellow-Headed Summer
- 1979: The Best Place to Be jako Sheila Callahan
- 1983: Deadly Lessons jako panna Wade

Seriale telewizyjne
- 1954: The Ford Television Theatre jako Lydia Campbell
- 1955: The Far Horizons jako Sacajawea
- 1955: Tales of Hans Anderson
- 1957: General Electric Theater jako Ray
- 1957: Suspicion jako Letty Jason
- 1958–1966: The Donna Reed Show jako Donna Stone
- 1984: Statek miłości (The Love Boat) jako Polly Sullivan
- 1984–1985: Dallas jako Eleanor Ewing

## Nagrody
- Nagroda Akademii Filmowej Najlepsza aktorka drugoplanowa: 1954 Stąd do wieczności
- Złoty Glob Najlepsza gwiazda telewizyjna: 1963 The Donna Reed Show